# Buškův hamr
Buškův hamr je jeden z mála funkčních hamrů v České republice. Tato historická technická památka se nachází na Klenském potoce asi jeden kilometr jihozápadně od Trhových Svinů, jižně od Českých Budějovic.

## Historie
Hamr postavil v místě bývalého Mlezivova mlýna na kostní moučku hamerník Josef Foissner, a to v letech 1836–1838. Po jeho zadlužení získala hamr v roce 1843 rodina Bušků. Ta zde žila do konce sedmdesátých let 20. století, samotný hamr pak fungoval asi do padesátých let 20. století. Buškové vlastnili i hamr na Rejtech, a oba hamry dodávaly své zboží do železářství v Trhových Svinech, které patřilo také rodině Bušků. Buškové tak v té době vlastnili a spravovali jakousi železářskou síť.

## Návštěvnost
| Rok  | Počet návštěvníků |
| ---- | ----------------- |
| 2015 | 4 482             |
| 2016 | 4 721             |
| 2017 | 3 643             |

## Fotogalerie

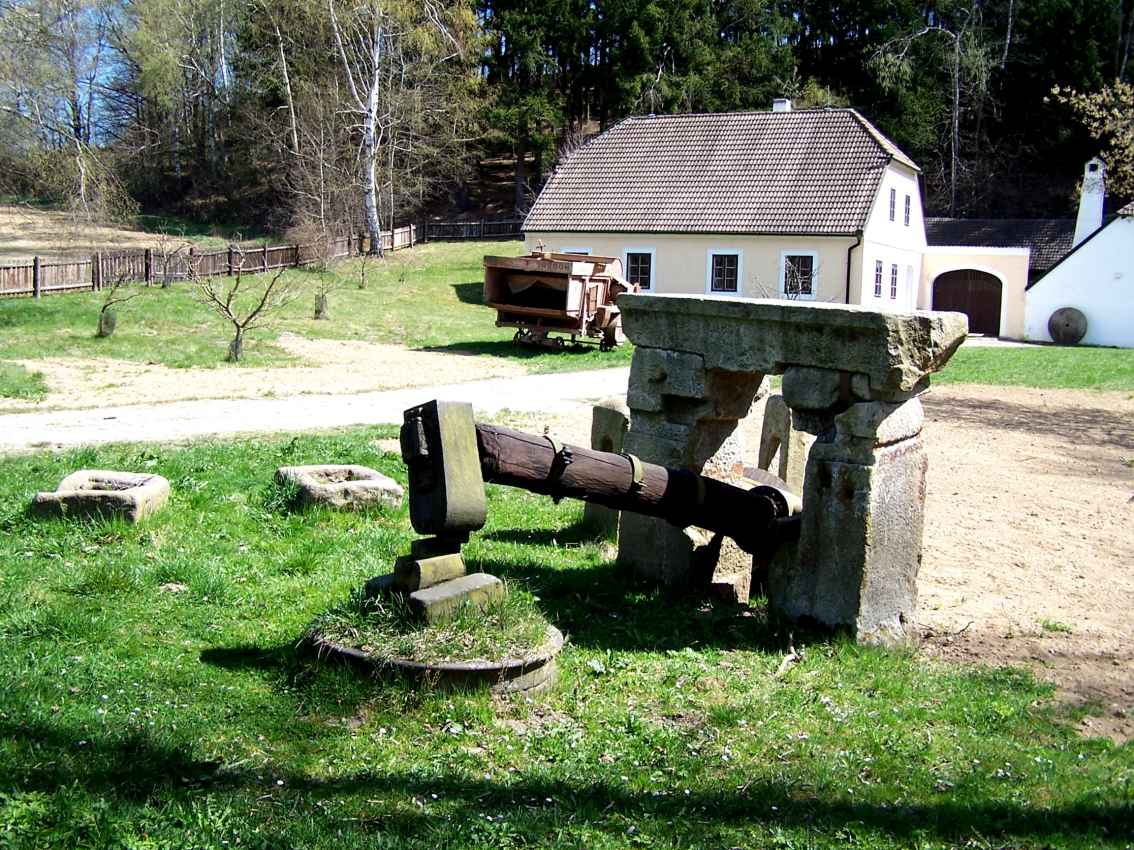
Buchar ze Sýkorova hamru
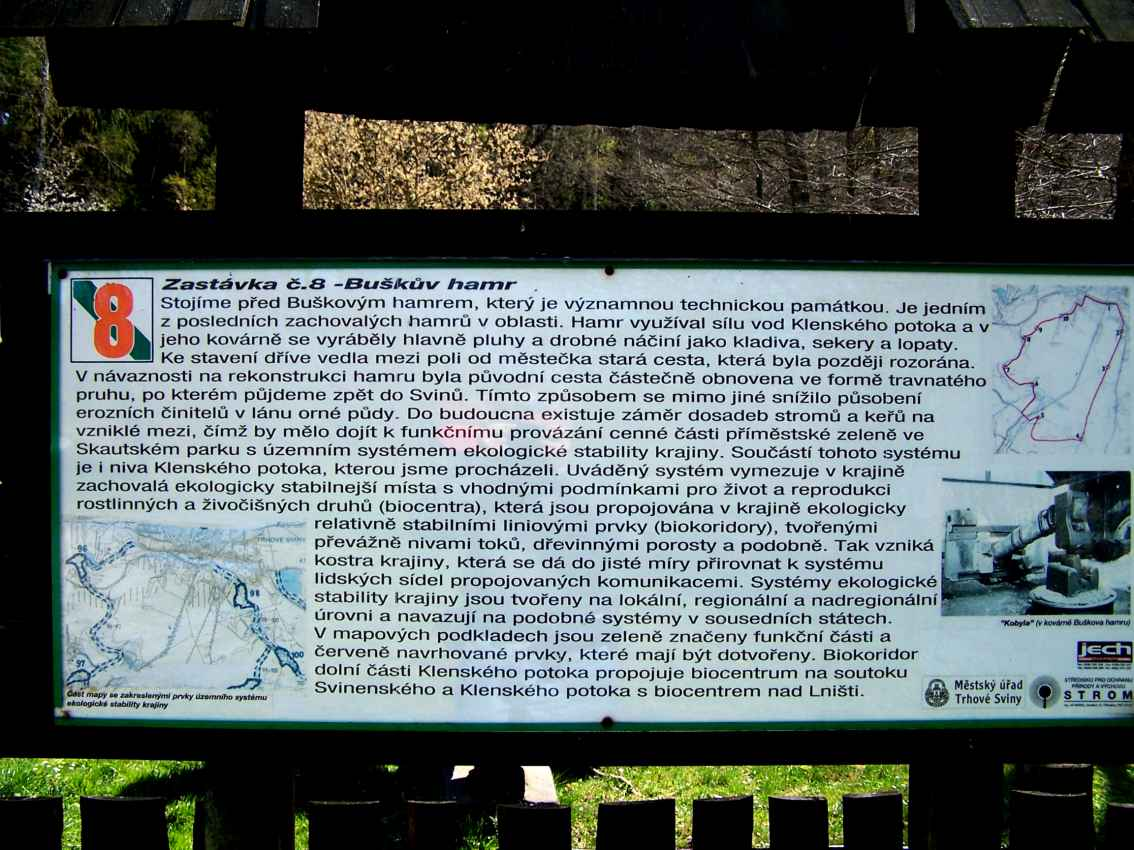
Popis a vznik hamru
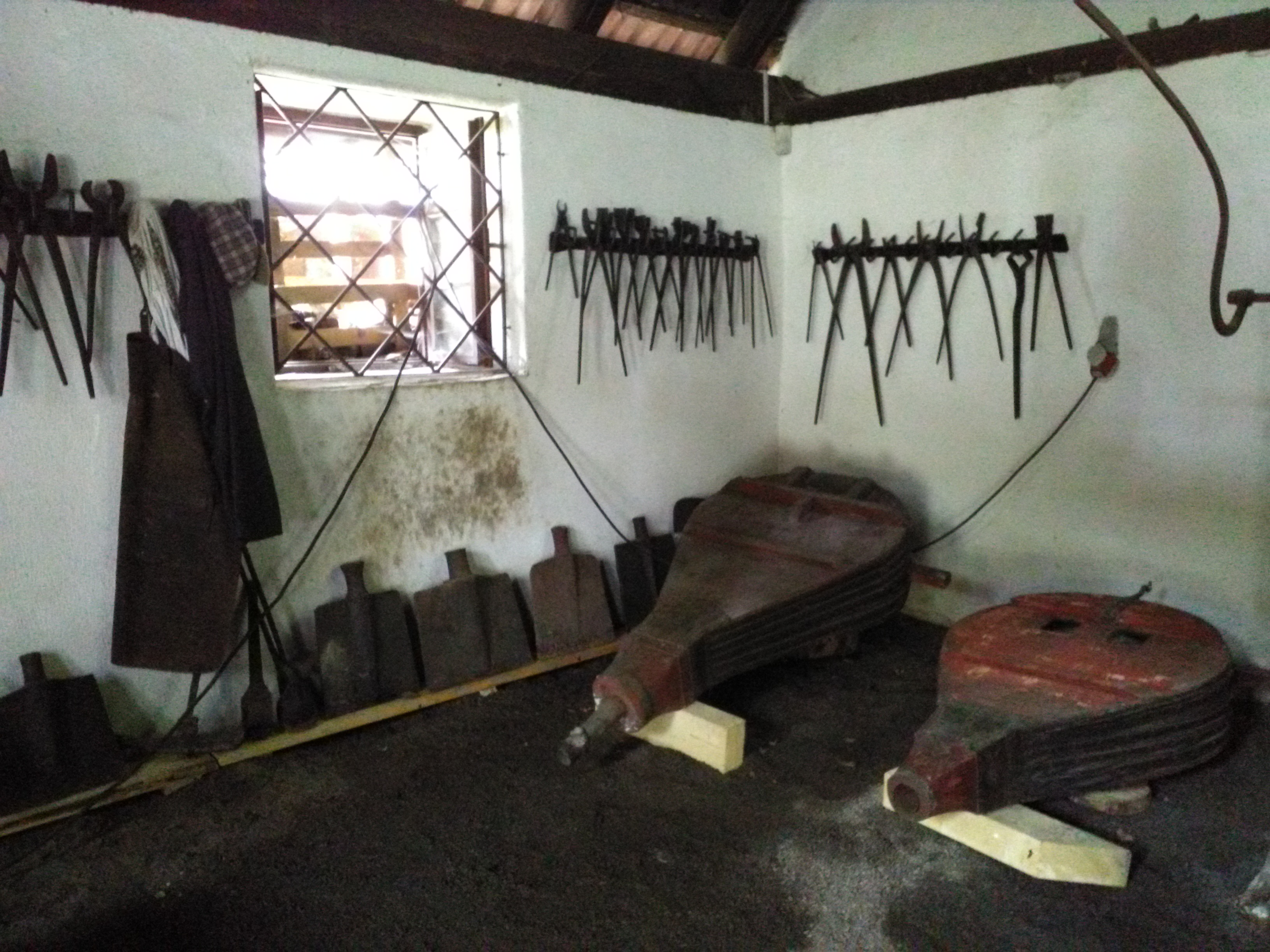
Interiér kovárny, dmychadla
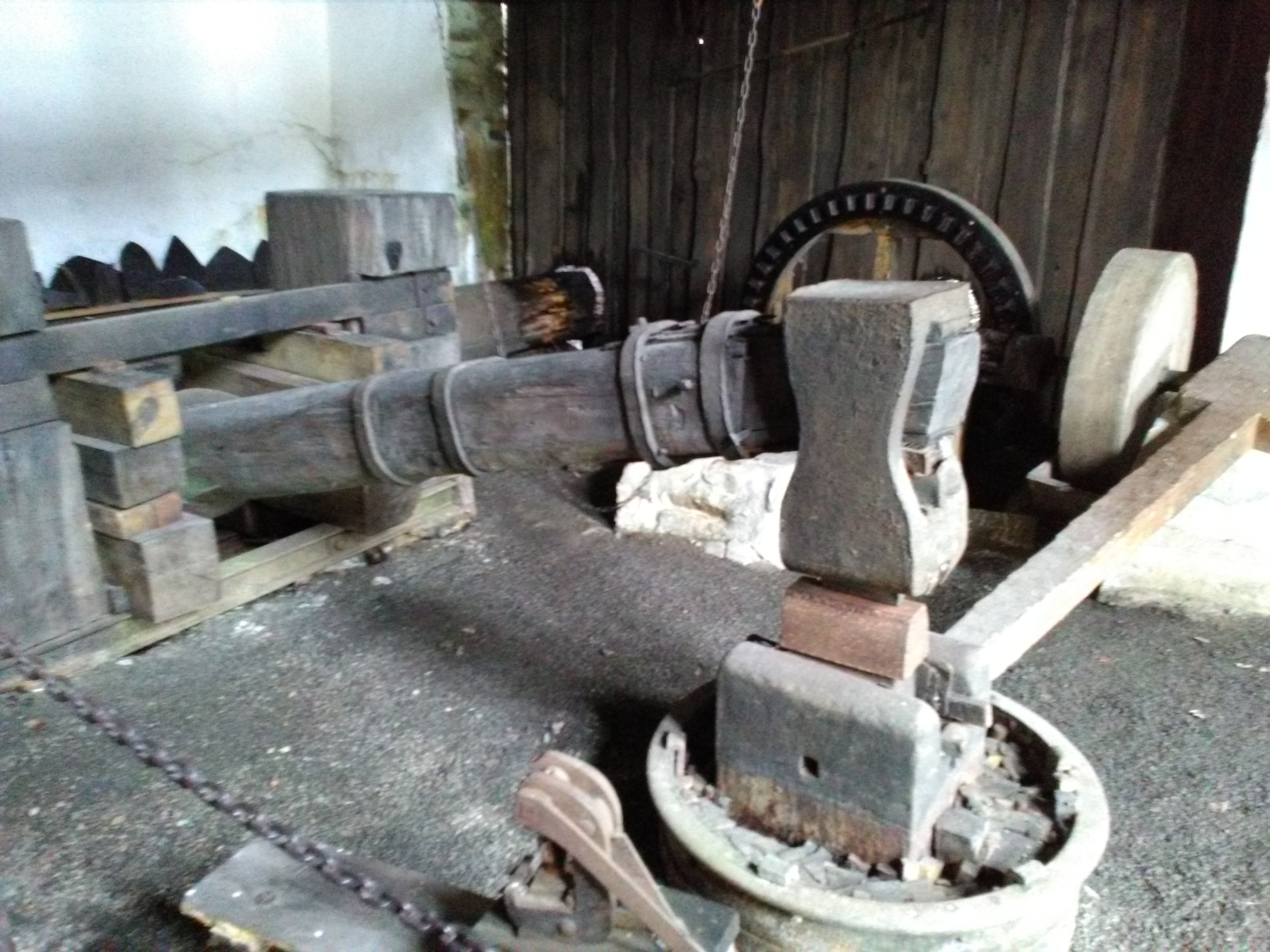
Buchar
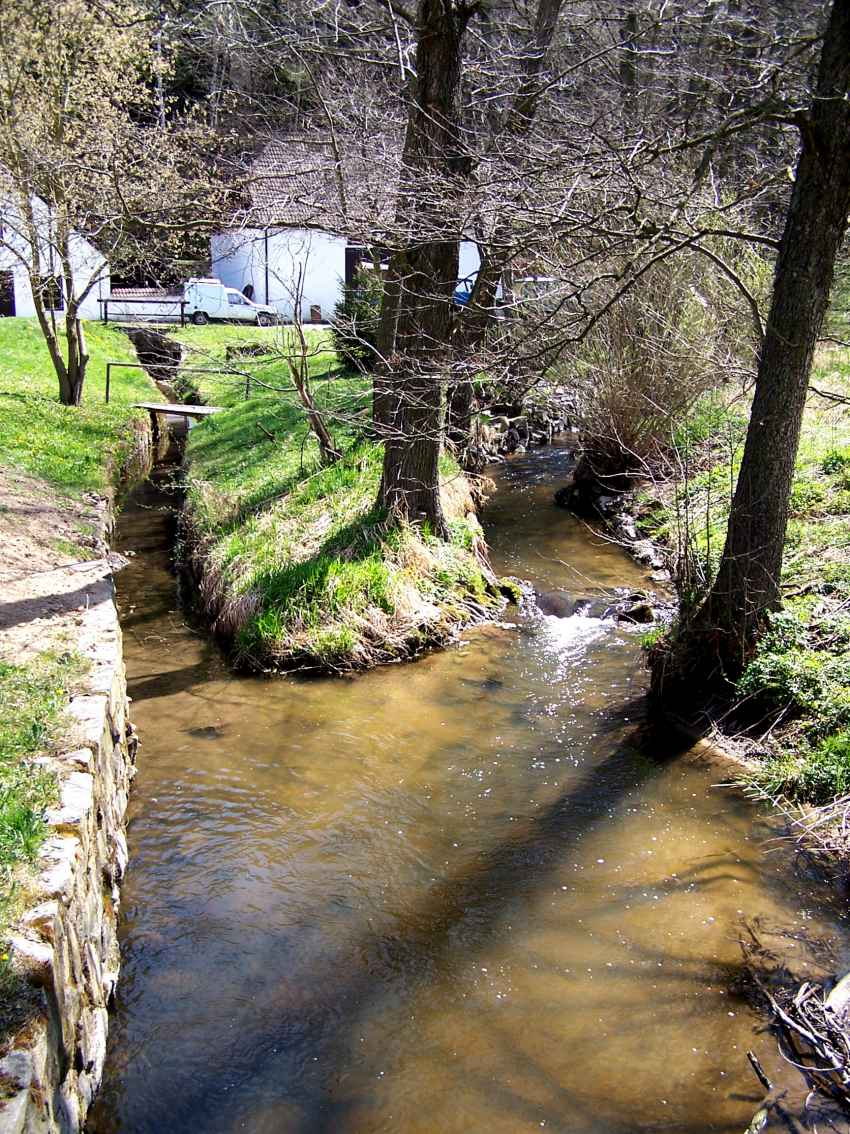
Klenský potok a odtoková stoka z náhonu
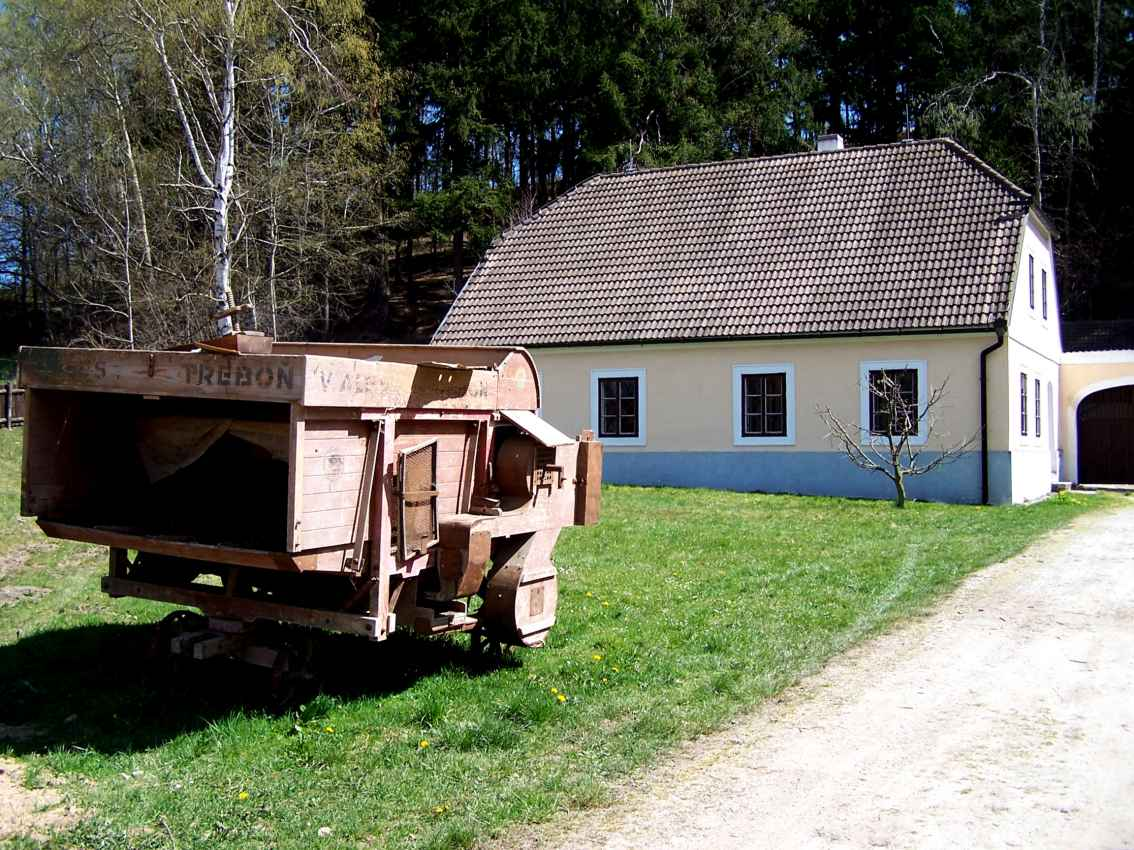
Mlátička "Ježek", v pozadí usedlost
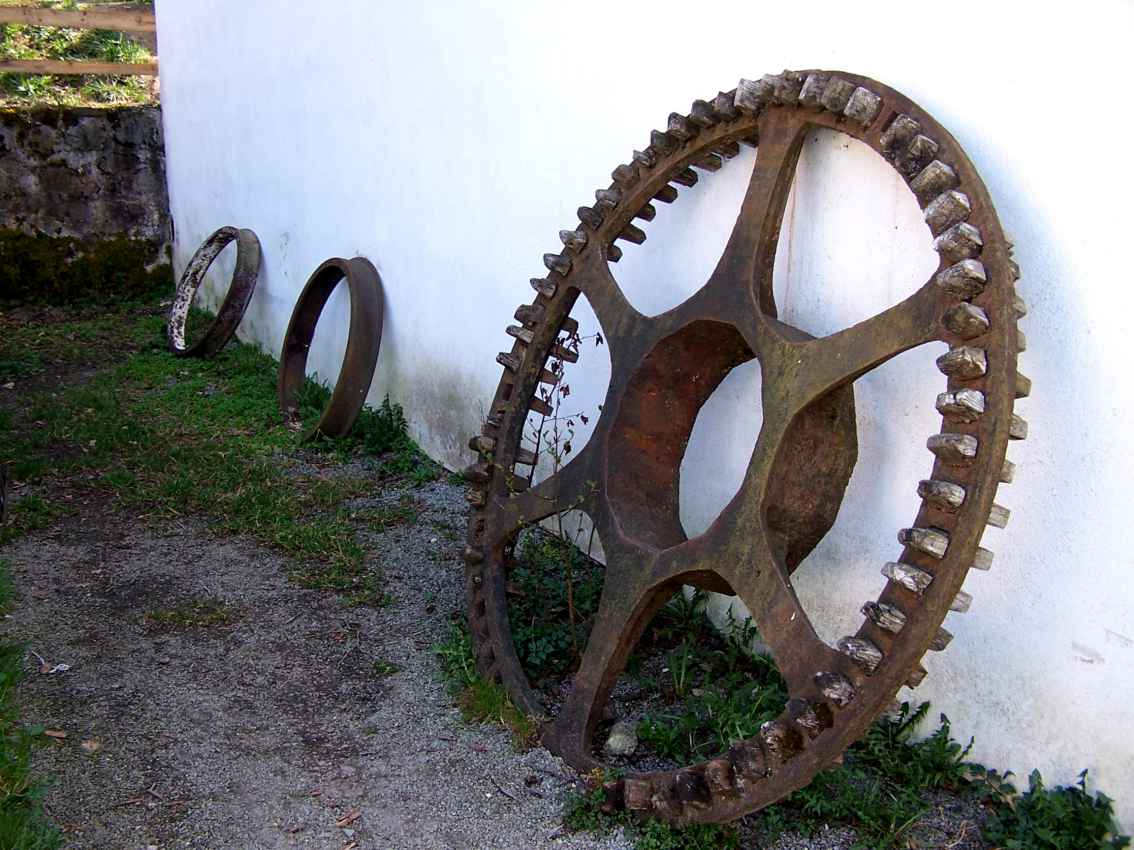
Palečné lícné kolo
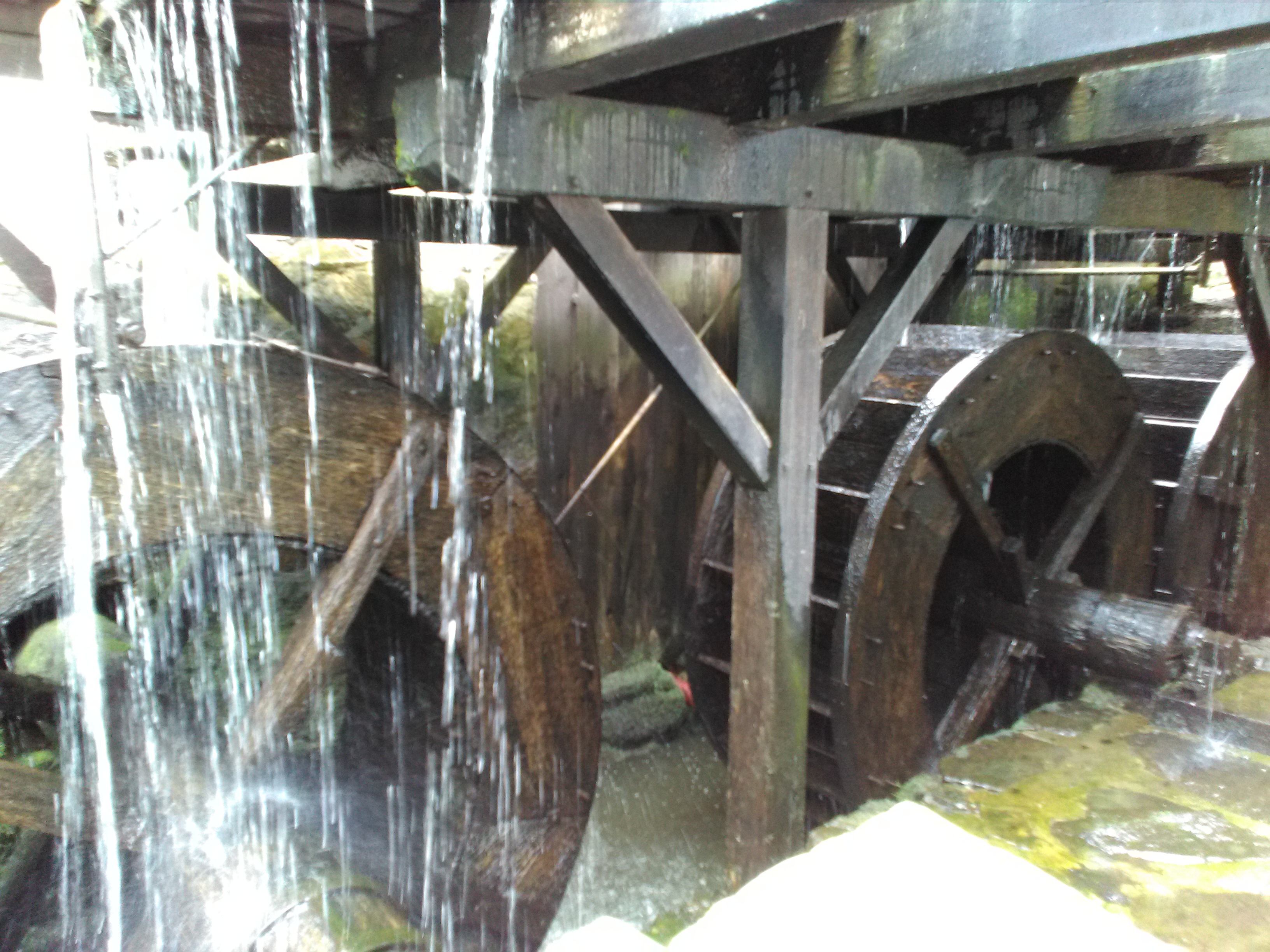
Vodní kola
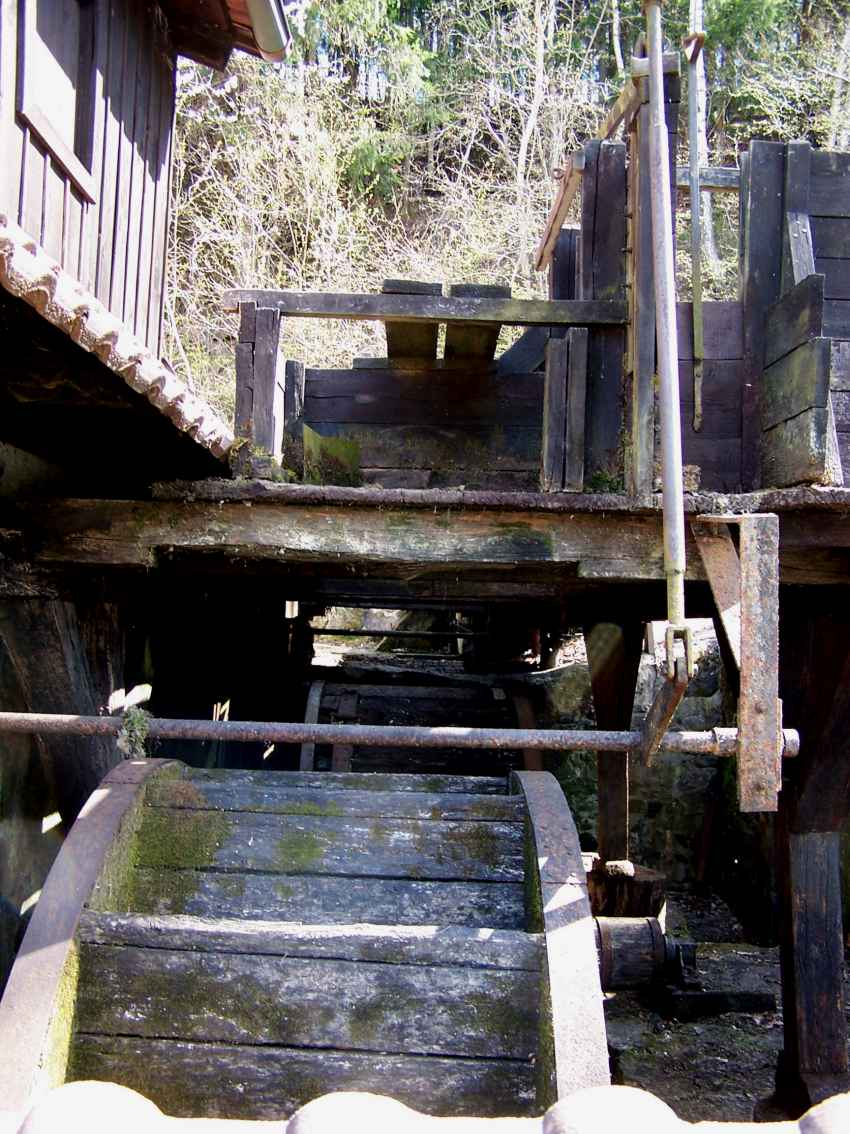
Šoupátková dvířka na vantrokách
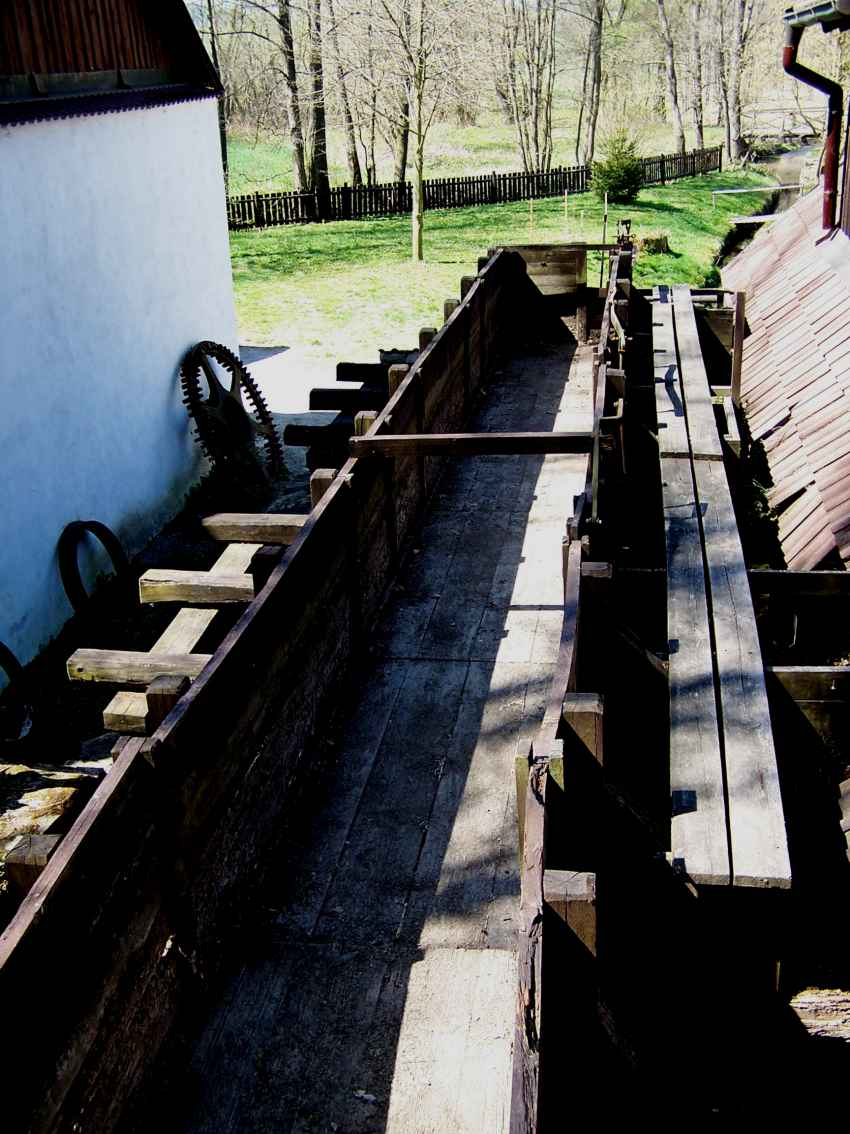
Vantroky
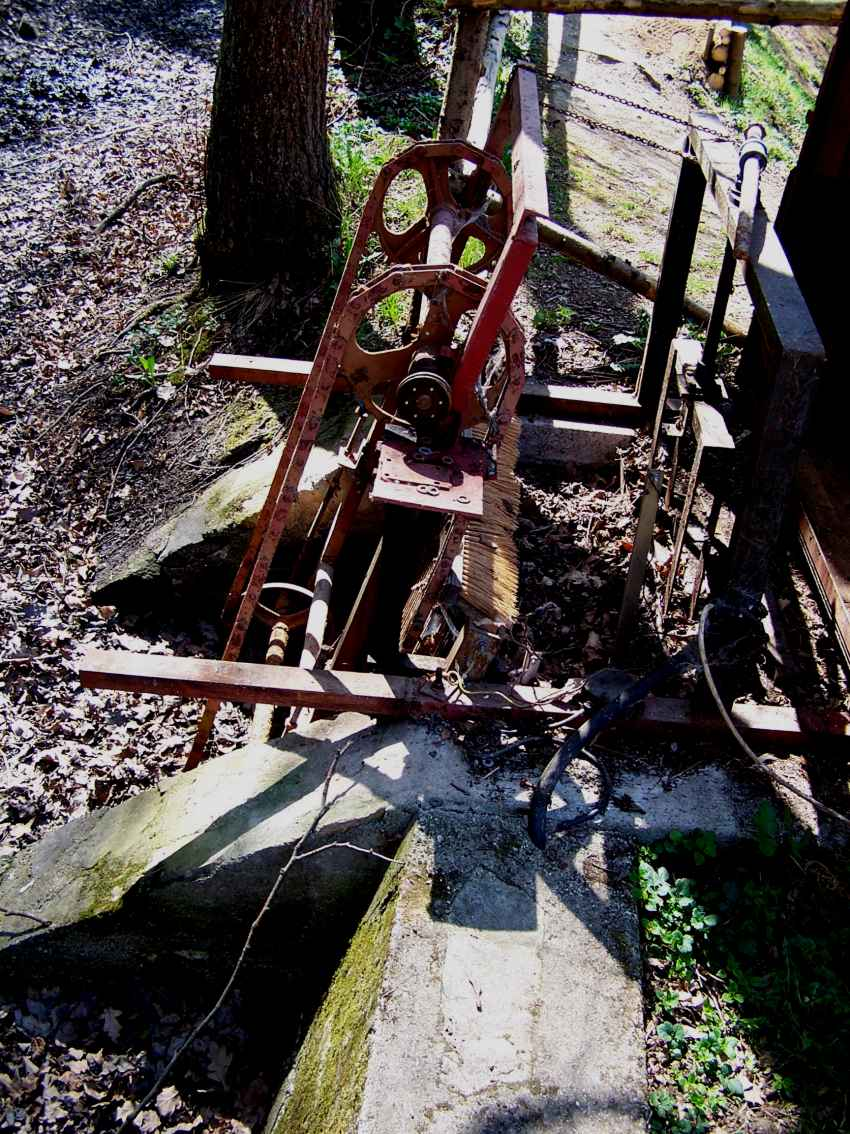
Čistička česla s mechanickým pohonem
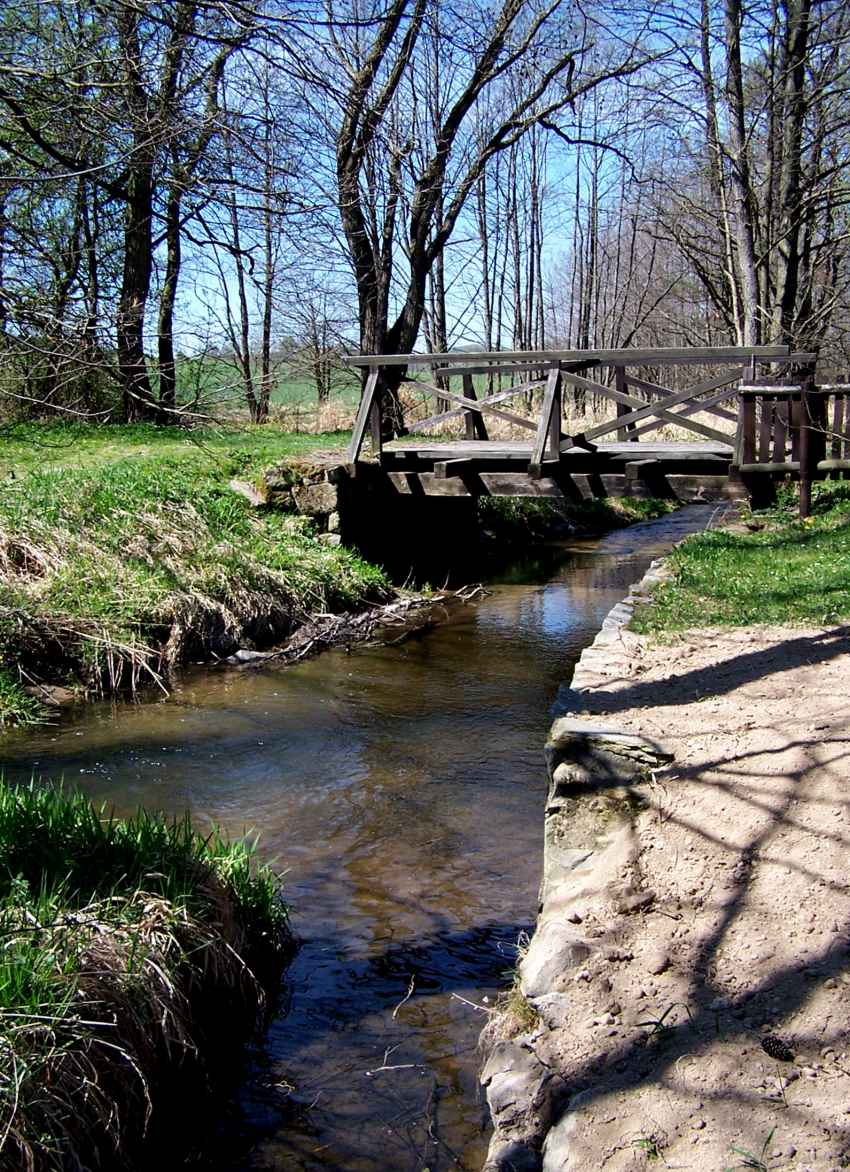
Soutok odtokové stoky z náhonu a Klenského potoka